# Craig Owens (kritik)
Craig Owens (1950–1990) byl americký postmodernistický umělecký kritik, gay aktivista a feminista.

## Životopis
Craig Owens byl vedoucím redaktorem Arti in America, přispěvatel do odborných časopisů jako Skyline a October, absolvent Haverford College a profesor dějin umění na Yale University a Barnard College. Napsal mnoho esejů na různorodá témata, jako je fotografie, feminismus, gay politika, trh s uměním, sériové umění a psychoanalýza, stejně jako řadu zásadních esejů o jednotlivých současných individuálních umělcích, včetně Allana McColluma, Williama Wegmana nebo Barbary Krugerové. Podle jeho kolegy Douglase Crimpa byl Owensův velký zájem o balet důležitý pro jeho kritickou práci. Podle kritika Thomase Lawsona byl Owens „na jedné straně... velmi ušlechtilý, velmi abstraktní myslitel, ale měl také svou zlomyslnou, hravou stránku, která byla možná trochu krutá.“
Jedním z nejvlivnějších Owensových esejů byl Alegorický impuls: K teorii postmodernismu, článek ve dvou částech, ve kterém zkoumá alegorické aspekty současného umění. Tyto dvě části byly publikovány v časopise October na jaře 1980 a v létě 1980. V první části Owens říká, že „Alegorické snímky jsou přivlastněné snímky“ a rozpoznává alegorický impuls při práci v umění přivlastňování umělců, jako je Sherrie Levine. Popisuje postmoderního umělce jako umělce, který „si nárokuje kulturně významné, vystupuje jako jeho interpret... Pokud však přidává, činí tak pouze proto, aby nahradil: alegorický význam nahrazuje předchozí; je to doplněk“. Tyto sklony lze vidět na dílech, jako jsou barely s naftou belgického umělce Wima Delvoye a kulky do pušky od francouzského umělce Philippe Perrina. S odkazem na Waltera Benjamina v díle The Origin of German Tragic Drama také spojuje alegorii s pomíjivostí, hromaděním fragmentů a posedlým hromaděním. Tyto impulsy lze pozorovat v site-specific umění, fotomontáži a umění, které sleduje matematický vývoj (například Sol LeWitt ). Ve druhé části se zamýšlí nad tvorbou Laurie Anderson, Roberta Rauschenberga a Cindy Shermanové.

### Knihy
- Beyond Recognition – Representation. Power, and Culture, Scott Bryson, Barbara Krugerová, Lynne Tillman, Jane Weinstocková (eds.), Berkeley, Los Angeles & Londýn: University California Press, 1992.

### Vybrané články
- "Earthwords" (1979).
- "The Allegorical Impulse: Toward a Theory of Postmodernism" (1980).
- "The Allegorical Impulse: Toward a Theory of Postmodernism (Part 2)" (1980).
- "Representation, Appropriation, and Power" (1982).
- "The Discourse of Others: Feminists and Postmodernism" (1983).
- "Outlaws: Gay Men in Feminism" (1987).
- "’The Indignity of Speaking for Others’: An Imaginary Interview" (1983).
- "Analysis Logical and Ideological" (1985).
- "From Work to Frame, or, Is There Life After ’The Death of the Author’?" (1987).